# Shelburne (Nuevo Hampshire)
Shelburne es un pueblo ubicado en el condado de Coös en el estado estadounidense de Nuevo Hampshire. En el Censo de 2010 tenía una población de 372 habitantes y una densidad poblacional de 2,94 personas por km².

## Geografía
Shelburne se encuentra ubicado en las coordenadas 44°22′2″N 71°5′14″O / 44.36722, -71.08722. Según la Oficina del Censo de los Estados Unidos, Shelburne tiene una superficie total de 126.38 km², de la cual 124.19 km² corresponden a tierra firme y (1.73%) 2.19 km² es agua. La ciudad está atravesada por la Ruta 2 USA.

## Demografía
Según el censo de 2010, había 372 personas residiendo en Shelburne. La densidad de población era de 2,94 hab./km². De los 372 habitantes, Shelburne estaba compuesto por el 99.19% blancos, el 0% eran afroamericanos, el 0.54% eran amerindios, el 0% eran asiáticos, el 0% eran isleños del Pacífico, el 0% eran de otras razas y el 0.27% pertenecían a dos o más razas. Del total de la población el 0.27% eran hispanos o latinos de cualquier raza.